# Burgstall Schlossberg (Windorf)
Der Burgstall Schlossberg ist eine abgegangene mittelalterliche Höhenburg im Bayerischen Wald über einem kleinen Bachtal über der Seidlmühle oder wenig westlich von Neuhofen, beides Ortsteile der Gemeinde Windorf im Landkreis Passau in Bayern.
Über diese Burg sind keine geschichtlichen oder archäologischen Informationen bekannt. Sie wird grob als mittelalterlich datiert, Funde von der Befestigung sind nicht bekannt. Von der Anlage haben sich nur zwei Gräben erhalten, die Stelle ist als Bodendenkmal Nummer D-2-7345-0032 „Mittelalterlicher Burgstall "Schloßberg"“ geschützt.

## Beschreibung
Die Burgstelle liegt 190 Meter westnordwestlich der katholischen Filial- und Wallfahrtskirche Vierzehn-Nothelfer von Neuhofen auf einem nach Westen vorspringenden Geländesporn, der an seiner Nordseite sowie an der Westspitze vom Tal eines namenlosen Nebenbaches des Stettinger Baches, der nach kurzen Lauf bei Besensandbach in die Donau mündet, begrenzt wird. An der Südostseite der Burgstelle folgt am Fuß eines Geländeabfalles eine kleine Straße, an die sich die Seidlmühle anschließt. Sie wird westlich vom Bachlauf umzogen, der dort von seinem ansonsten von Norden nach Süden gerichteten Verlauf eine nach Westen ausgreifende Schleife bildet. Die Burganlage in rund 380 m ü. NN Höhe war so an drei Seiten von Natur aus gut gegen eine Annäherung geschützt, nur an der nach Neuhofen ansteigenden Ostseite war ein Zugang möglich.
Die Innenfläche der bewaldete Burgstelle auf einem steil abfallenden Geländesporn wird durch einen nur noch wenig tief erhaltenen Graben vom ansteigenden Vorgelände abgeriegelt. Dieser Graben setzt sich, wo er die beiden Hangkanten im Nordosten sowie im Südosten der Befestigung erreicht, als Hanggraben nach Westen bis kurz vor die Spitze des Spornes fort. Dem nördlichen Hanggraben ist zusätzlich ein nur noch schwach ausgeprägter Wallzug vorgelegt. Die unebene und mit Felsen durchsetzte Innenfläche misst in Ost-West-Richtung noch 25 Meter, ihre Breite beträgt 14 Meter. Im westlichen und im südöstlichen Bereich gibt es Grabungslöcher, über eine Rinne in der Mitte der Nordkante der Fläche der Burgstelle wurde ein Aushubkegel im unterhalb liegenden Hanggraben aufgeschüttet.
Nach Westen zur Spornspitze hin schließt sich der Innenfläche ein tiefer liegendes, zungenförmiges Plateau von acht mal fünf Metern an, an das die beiden Hanggräben angrenzen.